# Песотум (Іллінойс)
Песотум (англ. Pesotum) — селище (англ. village) в США, в окрузі Шампейн штату Іллінойс. Населення — 550 осіб (2020).

## Географія
Песотум розташований за координатами 39°54′40″ пн. ш. 88°16′35″ зх. д. / 39.91111° пн. ш. 88.27639° зх. д. (39.910982, -88.276343).  За даними Бюро перепису населення США в 2010 році селище мало площу 1,54 км², з яких 1,52 км² — суходіл та 0,02 км² — водойми.

## Демографія
Згідно з переписом 2010 року, у селищі мешкала 551 особа в 233 домогосподарствах у складі 158 родин. Густота населення становила 357 осіб/км².  Було 246 помешкань (160/км²).
Расовий склад населення:
| - 97,1 % — білих - 1,1 % — азіатів - 0,9 % — корінних американців - 0,2 % — чорних або афроамериканців |

До двох чи більше рас належало 0,7 %. Частка іспаномовних становила 2,4 % від усіх жителів.
За віковим діапазоном населення розподілялося таким чином: 22,0 % — особи молодші 18 років, 63,8 % — особи у віці 18—64 років, 14,2 % — особи у віці 65 років та старші. Медіана віку мешканця становила 43,1 року. На 100 осіб жіночої статі у селищі припадало 95,4 чоловіків;  на 100 жінок у віці від 18 років та старших — 96,3 чоловіків також старших 18 років.
Середній дохід на одне домашнє господарство  становив 69 662 долари США (медіана — 60 250), а середній дохід на одну сім'ю — 79 904 долари (медіана — 70 536). За межею бідності перебувало 2,9 % осіб, у тому числі 3,2 % дітей у віці до 18 років та 0,0 % осіб у віці 65 років та старших.
Цивільне працевлаштоване населення становило 310 осіб. Основні галузі зайнятості: освіта, охорона здоров'я та соціальна допомога — 37,1 %, роздрібна торгівля — 14,5 %, будівництво — 11,0 %, виробництво — 8,4 %.